# Андезит
Андезит (енгл. Andesite, фр. Andésite, рус. Андезит) је вулканска стена изграђена од натријско-калцијских плагиокласа и бојених минерала. Ове млађе изливне стене диоритске групе су мезократне, ретко меланократне порфирске стене тамносиве, тамнозелене или сивозелене боје. При распадању постају жућкасти или црвенкасти. Масивне су или флуидалне текстуре. 
Појављују се углавном у виду великих маса (излива), стубастог или банковитог лучења. 
Изграђени су од фенокристала андезина, хорнбленде, аугита, биотита, хиперстена, итд. који леже у микрокристаластој, криптокристаластој или стакластој основној маси.
Подела на врсте извршена је према доминирајућем бојеном минералу, на основу чега постоје аугитски, биотитски, амфиболски андезит, итд.
Појавом мале количине кварца андезити поступно прелазе ка дацитима (дацито – андезити). Са друге стране, појавом базичнијег плагиокласа и са порастом садржаја бојених минерала, ове стене прелазе ка базалтима (тзв. андезит – базалти).
Андезити могу настати:
- диференцијацијом базалтоидне магме;
- реакцијом (асимилацијом) континенталне коре и базалта;
- делимичним стапањем доњег дела континенталне коре и омотача.

## Распрострањење и примена
Андезити су у Србији веома распрострањене стене. Највеће појаве андезита срећу се у тимочкој еруптивној области у источној Србији. Овај комплекс је због тога раније називан тимочки андезитски масив. У њему су заступљени андезити са веома крупним, идиоморфним, фенокристалима хорнбленде и биотита, који се називају тимоцити (према реци Тимок).
Могу се користити као грађевински камен, али су и носиоци многих сулфидних минерализација.